# Lễ hội Opera Bydgoszcz
Lễ hội Opera Bydgoszcz (tiếng Ba Lan: Bydgoski Festiwal Operowy) là sự kiện văn hóa thường niên về nghệ thuật opera và múa ba lê ở thành phố Bydgoszcz.

## Đặc điểm

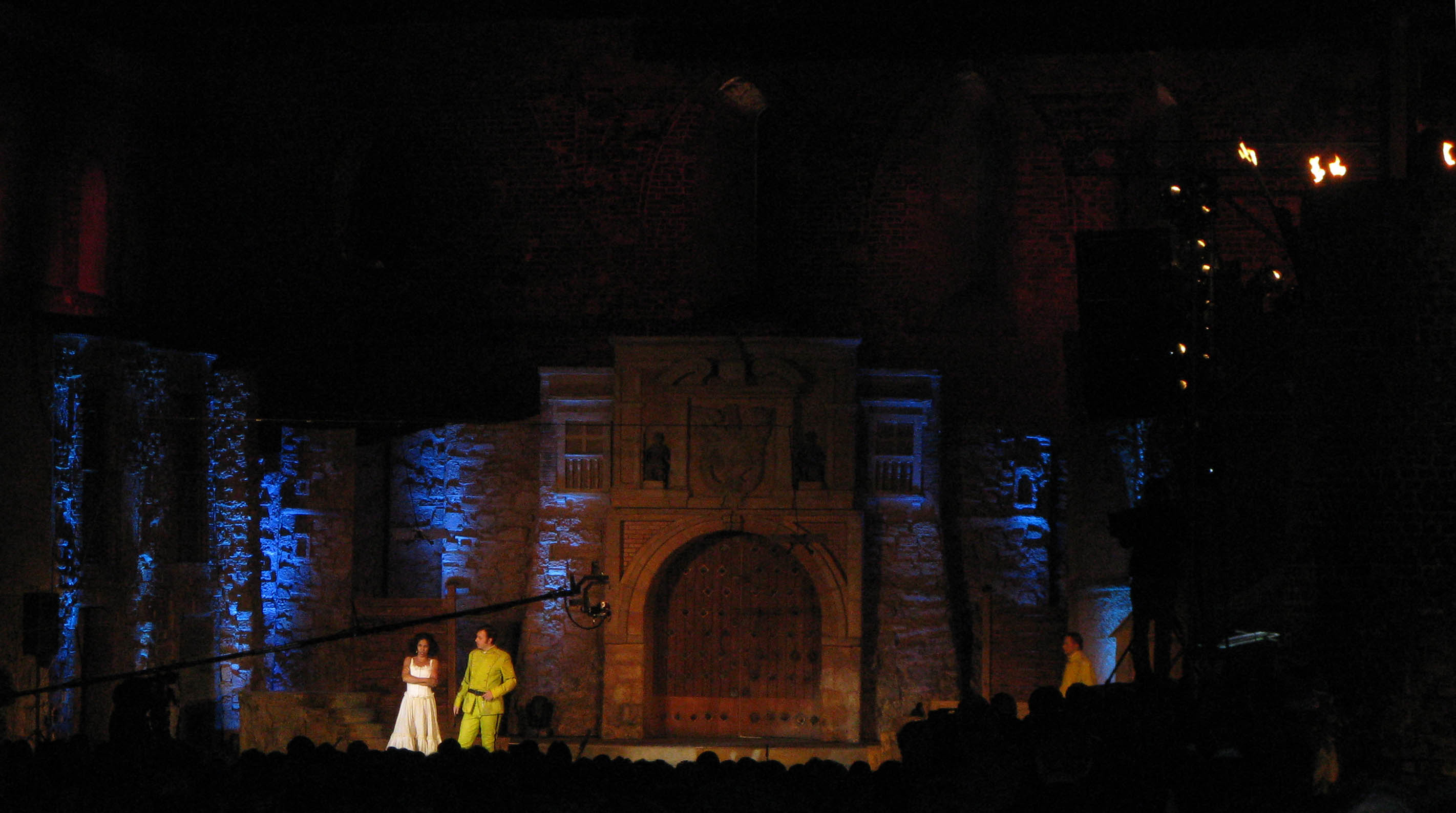
Buổi biểu diễn Carmen ngoài trời do đoàn nhạc kịch Opera Nova thực hiện

Lễ hội Opera Bydgoszcz là sự kiện văn hóa lớn nhất của Ba Lan trong nhiều lĩnh vực như opera, operetta, nhạc kịch và ba lê theo hai trường phái cổ điển và hiện đại. Các đoàn opera sẽ trình diễn những tác phẩm là thành tựu nghệ thuật của họ.   Nhà tổ chức sự kiện là nhà hát Opera Nova chuẩn bị một buổi ra mắt trong khuôn khổ lễ khai mạc . Lễ hội được tổ chức hàng năm vào mùa xuân: tháng 4 hoặc tháng 5.

## Lịch sử
Lễ hội Opera Bydgoszcz ra đời năm 1994, nguyên nhân xuất phát từ "sự tuyệt vọng" của những nghệ sĩ không thể chờ đợi ngày tòa nhà Opera Nova hoàn thành (vì tòa nhà này khởi công từ năm 1973).  Vào những năm 1980, trước sự cắt giảm tài trợ cho văn hóa, việc xây dựng  Opera Nova bị đình chỉ. Vào năm 1993, để thu hút sự chú ý của chính quyền nhằm tiếp tục hoàn thiện công trình, Lễ hội Opera Bydgoszcz được tổ chức trong phần móng của tòa nhà. Hành động này đã cản trở nỗ lực xây dựng công trình không phải dành cho văn hóa và thu hút nguồn tài chính.
Sự thành công của Lễ hội vượt quá mong đợi của ban tổ chức. Vé đã được bán hết trước khi sự kiện bắt đầu. Sự phối hợp hài hòa tác phẩm opera và ballet tuyệt vời chính là điểm nhấn của lễ hội. Ví dụ về loại hình nghệ thuật này là: " Macbeth " của G. Verdi, biểu diễn bởi Nhà hát Lớn Warszawa (lễ hội lần thứ 2, 1995), " Sức mạnh của số phận " được trình diễn bởi Nhà hát Lớn ở Poznań (lễ hội lần thứ 8 2001), vở opera " Boris Godunow " M. Musorgski do đoàn Opera Quốc gia từ Kiev biểu diễn (lễ hội lần thứ 3, BFO 1996) và " Turandot " của G. Puccini, được trình bày bởi Opera Nova tại lễ khánh thành lễ hội lần thứ 3.) .
Năm 2020, do đại dịch COVID-19, Lễ hội Opera Bydgoszcz lần thứ 27 không được tổ chức.